# أندريس غونزاليس
أندريس غونزاليس (بالإسبانية: Andrés Felipe González)‏ (8 يناير 1984 بكالي في كولومبيا - ) هو لاعب كرة قدم كولومبي في مركز الدفاع. شارك مع منتخب كولومبيا تحت 20 سنة لكرة القدم ومنتخب كولومبيا لكرة القدم. أما مع النوادي، فقد لعب مع أتلتيكو جونيور وأمريكا دي كالي وإنديبنديينتي سانتا في وكولو-كولو ونادي مدينة بونه لكرة القدم وAlianza Atlético ‏.

## مسيرته الكروية
لعب أندريس غونزاليس خلال مسيرته الاحترافية مع 6 أندية في خمسة عشر موسمًا وسجل خلالها 10 أهداف ضمن 255 مباراة. حيث فاز في موسم واحد بالكأس وفي موسمين بالدوري.
خاض أندريس غونزاليس مسيرته مع نادي أمريكا دي كالي في موسم 2003 في المرة الأولى واستمر معه طيلة ثلاثة مواسم ثم ما بين عامي 2007 و2008 لمدة موسم واحد، مشاركًا طوالها في 115 مباراة سجل خلالها 6 أهداف. ثم انتقل إلى نادي كولو-كولو ما بين عامي 2006 و2007 لمدة موسم واحد، حيث شارك في 18 مباراة سجل خلالها 3 أهداف. لينتقل بعدها إلى نادي إنديبنديينتي سانتا في في موسم 2008 ليلعب معه أربعة مواسم، مشاركًا في 91 مباراة سجل خلالها هدفًا واحدًا. ثم انتقل إلى نادي أتلتيكو جونيور في موسم 2011 ليلعب معه أربعة مواسم، مشاركًا في 27 مباراة ولم يسجل أي هدف. هذا وانتقل لاحقًا إلى نادي مدينة بونه لكرة القدم ما بين عامي 2014 و2015 لمدة موسم واحد، مشاركًا في 4 مباريات ولم يسجل أي هدف أيضًا. ثم انتقل بعدها إلى Alianza Atlético ‏ ما بين عامي 2015 و2016 لمدة موسم واحد، لم يشارك في أي مباراة ولم يسجل أي هدف أيضًا.

## وصلات خارجية
- أندريس غونزاليس على موقع الاتحاد الدولي (مؤرشف)  (الإنجليزية)
- أندريس غونزاليس على موقع قاعدة بيانات كرة القدم.إي يو (الإنجليزية)
- أندريس غونزاليس على موقع ناشيونال فوتبول تيمز (الإنجليزية)
- أندريس غونزاليس على موقع Soccerway.com (الإنجليزية)
- أندريس غونزاليس على موقع عالم كرة القدم.نت (الإنجليزية)